# Comté de Monroe (Mississippi)
Pour les articles homonymes, voir Comté de Monroe.
Le comté de Monroe est situé dans l’État du Mississippi, aux États-Unis. Il comptait 38 014 habitants en 2000. Son siège est Aberdeen.